# Takeru Kishimoto
Takeru Kishimoto (岸本 武流?, Kishimoto Takeru; Nara, 16 luglio 1997) è un calciatore giapponese, difensore del Gamba Osaka.

## Carriera

### Gamba Osaka
Il 28 dicembre 2023 viene ufficializzato il suo passaggio al Gamba Osaka, club militante nella massima divisione giapponese. Il 24 febbraio successivo, nel corso della prima giornata della J1 League 2024, esordisce da titolare nella massima serie giapponese nel pareggio per 1-1 in casa del Machida Zelvia. Mette a segno la prima rete con i nerazzurri il 5 maggio 2024 nella vittoria fuori casa contro il Nagoya Grampus (1-0).

## Palmarès

### Club

#### Competizioni nazionali
- Coppa J. League: 1

Cerezo Osaka: 2017
- Coppa dell'Imperatore: 1

Cerezo Osaka: 2017
- J2 League: 1

Tokushima Vortis: 2020

### Nazionale
- Coppa d'Asia Under-19: 1

2016